# Enrico Viarisio
Enrico Viarisio (Torino, 3 dicembre 1897 – Roma, 1º novembre 1967) è stato un attore italiano.

## Biografia

### Il teatro e il cinema

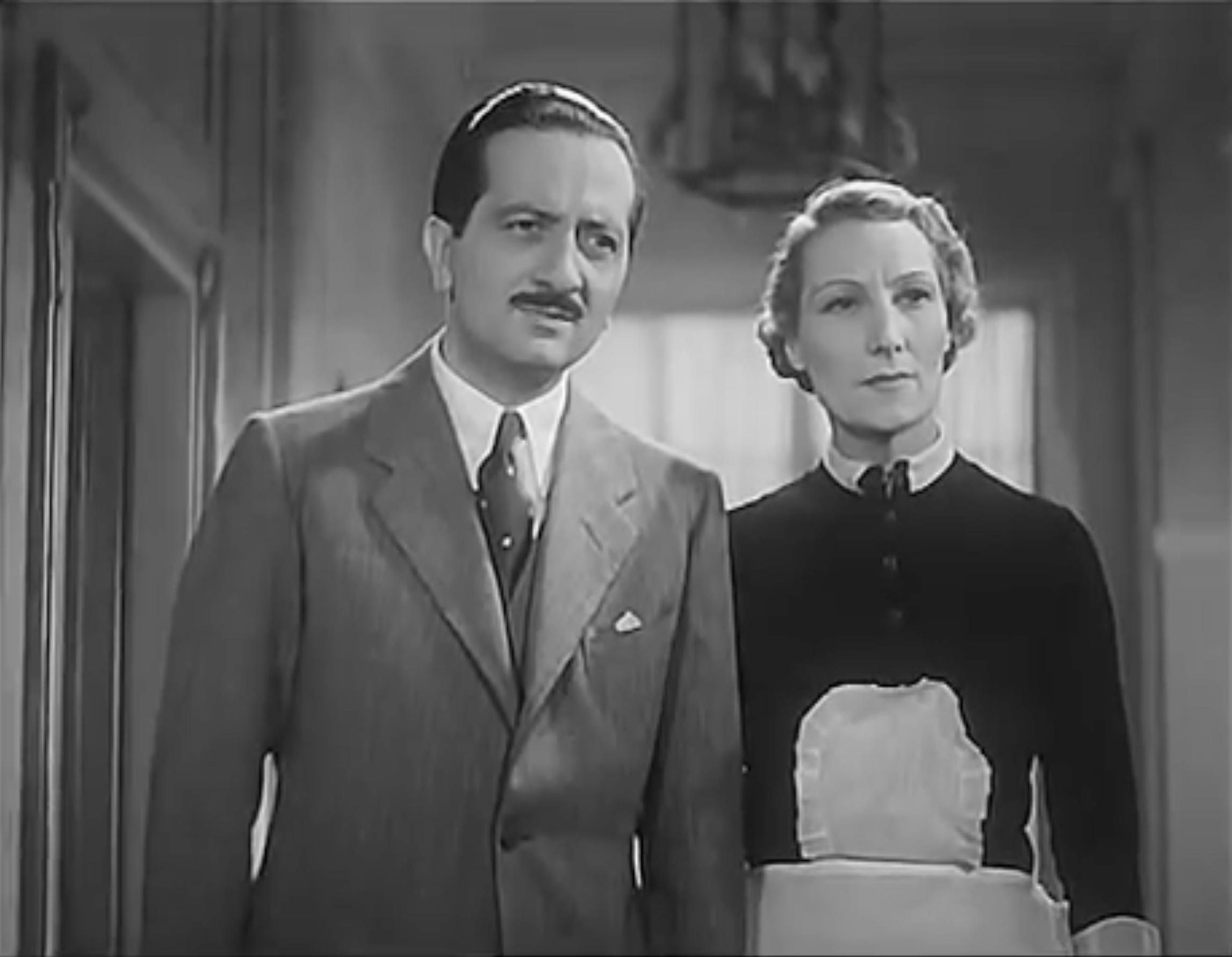
Enrico Viarisio in Non ti conosco più (1936), con Giuditta Marchetti

Scoperto dall'attrice e capocomica Paola Pezzaglia, che gli offrì la sua prima scrittura teatrale come "brillante" nel dicembre del 1916, esordì in modo avventuroso: essendo mancato alla riunione della Compagnia il primo attore, toccarono a lui tutte le parti importanti maschili. Si specializzò poi nel genere leggero e nella rivista. A partire dagli anni trenta lavorò anche nel cinema, affermandosi come uno degli attori brillanti più celebri del cinema sonoro (Cavalleria, Non ti conosco più, Due milioni per un sorriso, L'amore si fa così, Pellegrini d'amore) anche se sarà quasi sempre relegato a ruoli da spalla o da comprimario.
Figura elegante e sottile, riconoscibile per i capelli perennemente impomatati e i baffetti curati, interpretò spesso il personaggio del nobile decaduto o quello del viveur importuno e talvolta rompiscatole ma sempre fondamentalmente onesto. Negli anni cinquanta, pur continuando la sua carriera nel teatro di rivista dove affiancò donne, come Wanda Osiris, Olga Villi e Isa Barzizza, interpretò decine di film di genere, anche se non mancarono occasioni d'autore, come ne I vitelloni di Federico Fellini in cui gli venne affidata la parte del padre di Moraldo.

### Il cinema musicale

Franca Tamantini, Enrico Viarisio e Sandra Mondaini in No, no, Nanette (1955)

In seguito partecipò a numerosi musicarelli al fianco di cantanti che poi diventeranno famosi, come Mina, Bobby Solo, Gianni Morandi e Rita Pavone, ma la caratterizzazione più celebre di quel periodo è quella degli spot pubblicitari girati per la Alemagna e trasmessi con la rubrica pubblicitaria Carosello negli anni 1957, 1958 e 1959, con Lia Zoppelli e, nel 1958, anche con Franco Scandurra; con i medesimi negli anni 1960 e 1961, e nel 1962 con Mimmo Craig e Leo Gavero invece di Scandurra; la frase conclusiva dello sketch, pronunciata quando gli veniva offerto un prodotto Alemagna, era lo slogan Ullallà, è una cuccagna!.

### Decesso
Morì a Roma il 1º novembre 1967 e fu sepolto nel cimitero Flaminio.

### Vita privata
Sposò l'attrice Giuditta Marchetti nel 1934.

## Filmografia

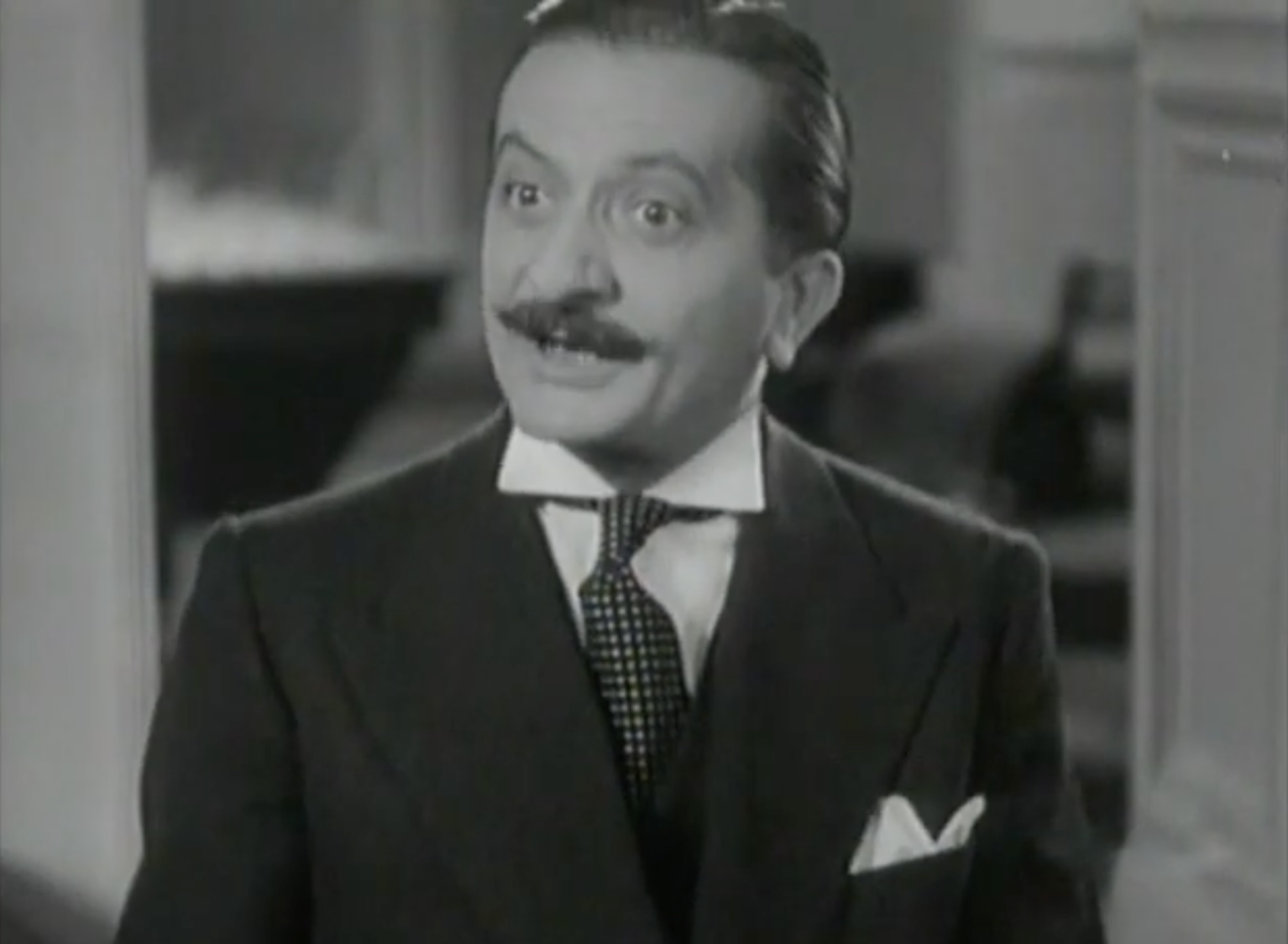
Enrico Viarisio in L'uomo che sorride (1936)

Enrico Viarisio con María Mercader e Maurizio D'Ancora in Finalmente soli (1942)

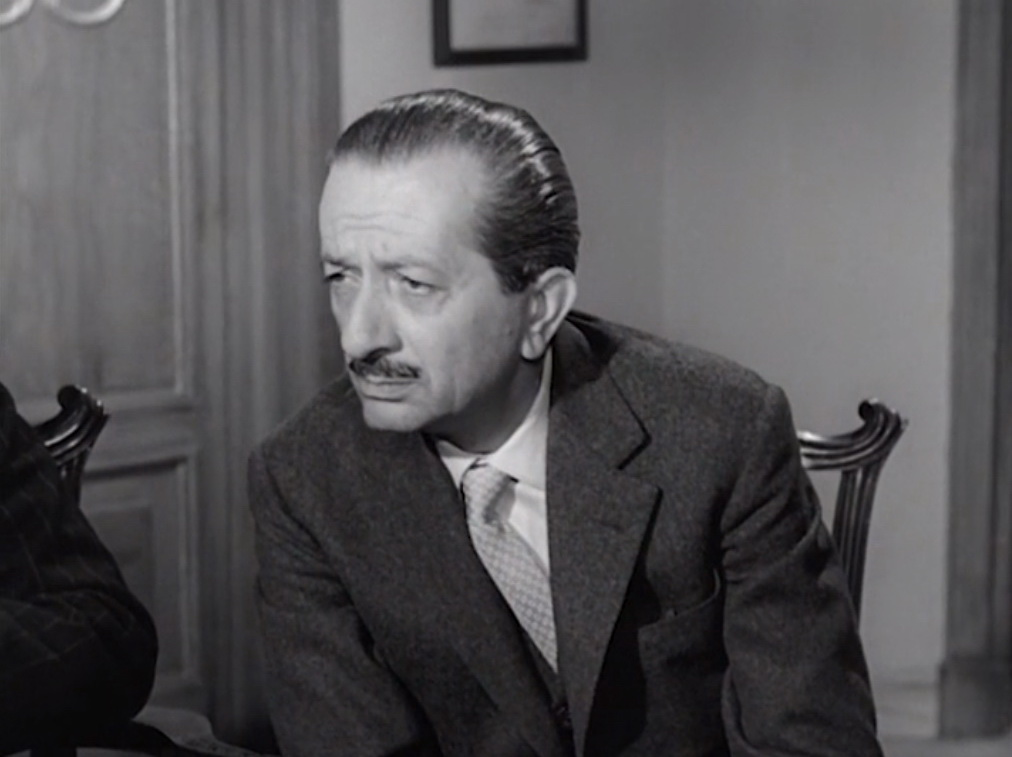
Enrico Viarisio in Siamo tutti inquilini (1953)

Enrico Viarisio con Paolo Stoppa e Totò in Destinazione Piovarolo (1955)

- La ragazza dal livido azzurro, regia di E. W. Emo (1933)
- L'impiegata di papà, regia di Alessandro Blasetti (1934)
- Tempo massimo, regia di Mario Mattoli (1934)
- La provincialina, regia di Ferruccio Biancini (1934)
- Paprika, regia di Carl Boese (1934)
- Il cappello a tre punte, regia di Mario Camerini (1934)
- Kiki, regia di Raffaello Matarazzo (1934)
- La marcia nuziale, regia di Mario Bonnard (1935)
- Milizia territoriale, regia di Mario Bonnard (1935)
- Amo te sola, regia di Mario Mattoli (1935)
- L'uomo che sorride, regia di Mario Mattoli (1936)
- 30 secondi d'amore, regia di Mario Bonnard (1936)
- Sette giorni all'altro mondo, regia di Mario Mattoli (1936)
- Non ti conosco più, regia di Nunzio Malasomma (1936)
- Cavalleria, regia di Goffredo Alessandrini (1936)
- Amazzoni bianche, regia di Gennaro Righelli (1936)
- Musica in piazza, regia di Mario Mattoli (1936)
- Gli uomini non sono ingrati, regia di Guido Brignone (1937)
- Gli ultimi giorni di Pompeo, regia di Mario Mattoli (1937)
- Questi ragazzi, regia di Mario Mattoli (1937)
- Ho perduto mio marito, regia di Enrico Guazzoni (1937)
- I fratelli Castiglioni, regia di Corrado D'Errico (1937)
- I due misantropi, regia di Amleto Palermi (1937)
- Duetto vagabondo, regia di Guglielmo Giannini (1938)
- Il destino in tasca, regia di Gennaro Righelli (1938)
- Amicizia, regia di Oreste Biancoli (1938)
- La dama bianca, regia di Mario Mattoli (1938)
- Ai vostri ordini, signora..., regia di Mario Mattoli (1938)
- Bionda sottochiave, regia di Camillo Mastrocinque (1939)
- Due milioni per un sorriso, regia di Carlo Borghesio e Mario Soldati (1939)
- L'amore si fa così, regia di Carlo Ludovico Bragaglia (1939)
- L'eredità in corsa, regia di Oreste Biancoli (1939)
- Il capitano degli ussari, regia di Sandor Szlatinay (1940)
- Le sorprese del vagone letto, regia di Gian Paolo Rosmino (1941)
- Non mi sposo più, regia di Giuseppe Amato (1942)
- Finalmente soli, regia di Giacomo Gentilomo (1942)
- La maschera e il volto, regia di Camillo Mastrocinque (1942)
- 4 passi fra le nuvole, regia di Alessandro Blasetti (1942)
- L'avventura di Annabella, regia di Leo Menardi (1943)
- Harlem, regia di Carmine Gallone (1943)
- Tristi amori, regia di Carmine Gallone (1943)
- Gli assi della risata, regia di Roberto Bianchi, episodio Non chiamarmi Dodo! (1943)
- Ti conosco, mascherina!, regia di Eduardo De Filippo (1943)
- L'ippocampo, regia di Gian Paolo Rosmino (1943)
- Circo equestre Za-bum, regia di Mario Mattoli (1944)
- Uno tra la folla, regia di Ennio Cerlesi (1946)
- Signorinella, regia di Mario Mattoli (1949)
- Ti ritroverò, regia di Giacomo Gentilomo (1949)
- È arrivato il cavaliere, regia di Steno (1950)
- Botta e risposta, regia di Mario Soldati (1950)
- Prima comunione, regia di Alessandro Blasetti (1950)
- Donne e briganti, regia di Mario Soldati (1950)
- La bisarca, regia di Giorgio Simonelli (1950)
- Il microfono è vostro, regia di Giuseppe Bennati (1951)
- Cameriera bella presenza offresi..., regia di Giorgio Pàstina (1951)
- Era lui, si, si!, regia di Marino Girolami (1951)
- Noi due soli, regia di Marino Girolami (1952)
- La leggenda del Piave, regia di Riccardo Freda (1952)
- Bellezze in motoscooter, regia di Carlo Campogalliani (1952)
- Villa Borghese, regia di Gianni Franciolini (1953)
- Siamo tutti inquilini, regia di Mario Mattoli (1953)
- Il più comico spettacolo del mondo, regia di Mario Mattoli (1953)
- Pellegrini d'amore, regia di Andrea Forzano (1953)
- Martin Toccaferro, regia di Leonardo De Mitri (1953)
- Lasciateci in pace, regia di Marino Girolami (1953)
- Gli eroi della domenica, regia di Mario Camerini (1953)
- 10 canzoni d'amore da salvare, regia di Flavio Calzavara (1953)
- Cose da pazzi, regia di Georg Wilhelm Pabst (1954)
- Canzoni, canzoni, canzoni, regia di Domenico Paolella (1953)
- Stazione Termini, regia di Vittorio De Sica (1953)
- I vitelloni, regia di Federico Fellini (1953)
- La tua donna, regia di Giovanni Paolucci (1954)
- I milanesi a Napoli, regia di Enzo Di Gianni (1954)
- Carosello napoletano, regia di Ettore Giannini (1954)
- Tempi nostri - Zibaldone n. 2, regia di Alessandro Blasetti (1954)
- Gli ultimi cinque minuti, regia di Giuseppe Amato (1955)
- Destinazione Piovarolo, regia di Domenico Paolella (1955)
- Moglie e buoi, regia di Leonardo De Mitri (1956)
- La ragazza del Palio, regia di Luigi Zampa (1957)
- Buongiorno primo amore!, regia di Marino Girolami (1957)
- Le bellissime gambe di Sabrina, regia di Camillo Mastrocinque (1958)
- Un amore senza fine, regia di Mario Terribile (1958)
- I Teddy boys della canzone, regia di Domenico Paolella (1960)
- Gli scontenti, regia di Giuseppe Lipartiti (1961)
- Mina... fuori la guardia, regia di Armando W. Tamburella (1961)
- Le magnifiche 7, regia di Marino Girolami (1961)
- La signorina miliardo (Freddy und der Millionär), regia di Paul May (1961)
- Pesci d'oro e bikini d'argento, regia di Carlo Veo (1961)
- Lo smemorato di Collegno, regia di Sergio Corbucci (1962)
- Il giorno più corto, regia di Sergio Corbucci (1962)
- Napoleone a Firenze, regia di Piero Pierotti (1964)
- In ginocchio da te, regia di Ettore Maria Fizzarotti (1964)
- Se non avessi più te, regia di Ettore Maria Fizzarotti (1965)
- Non son degno di te, regia di Ettore Maria Fizzarotti (1965)
- Io uccido, tu uccidi, regia di Gianni Puccini (1965)
- Perdono, regia di Ettore Maria Fizzarotti (1966)
- Mi vedrai tornare, regia di Ettore Maria Fizzarotti (1966)
- Stasera mi butto, regia di Ettore Maria Fizzarotti (1967)
- Non stuzzicate la zanzara, regia di Lina Wertmüller (1967)

## Teatro
- La Città delle Lucciole di Falconi e Biancoli, Teatro Odeon di Milano (1941)
- Cantachiaro di Italo De Tuddo, Pietro Garinei, Sandro Giovannini e Franco Monicelli, regia di Oreste Biancoli, prima al Teatro Quattro Fontane di Roma, 1º settembre 1944.
- Si stava meglio domani di Garinei e Giovannini (1946)
- Il Diavolo Custode di Garinei e Giovannini (1950)
- Gran Baldoria di Garinei e Giovannini (1951)
- Valentina di Marchesi e Metz

## Programmi Rai
- Partita a quattro di Nicola Manzari, regia di Silverio Blasi, trasmessa il 12 novembre 1954.
- No, No, Nanette di Frank Mandel, Otto Harbach e Irving Cesar, regia di Vito Molinari, trasmessa l'8 gennaio 1955.
- Valentina di Marcello Marchesi e Vittorio Metz, regia di Vito Molinari, trasmessa dal 7 al 28 settembre 1958.
- La spada di Damocle di Alfredo Testoni, regia di Vittorio Cottafavi, trasmessa il 14 novembre 1958.
- Il Mattatore, regia di Daniele D'Anza (1959)

## Prosa radiofonica Rai
- L'antenato, commedia di Carlo Veneziani, regia di Umberto Benedetto, trasmessa il 27 luglio 1954.
- Felicita Colombo, commedia di Giuseppe Adami, regia di Gian Domenico Giagni, trasmessa il 14 febbraio 1955.
- Pesci rossi, commedia di Umberto Morucchio, regia di Eugenio Salussolia, trasmessa il 15 novembre 1956.